# Ivo Bogdan
Ivo Bogdan (Suđurađ / Šipan, 30. rujna 1907. – Buenos Aires, 18. kolovoza 1971.) bio je hrvatski novinar, publicist, visoki dužnosnik ustaškog pokreta, najpoznatiji[nedostaje izvor] po svom djelovanju za vrijeme NDH kad je bio vodeći novinar, predsjednik Hrvatskog novinarskog društva, te ravnatelj Glavnog ravnateljstva za promidžbu, tj. glavni cenzor u NDH.

## Životopis

### Školovanje i djelovanje do početka Drugog svjetskog rata
Rodio se u Suđurđu na otoku Šipanu. Pohađao je Trgovačko-pomorsku akademiju (četverogodišnja srednja škola) u Dubrovniku. Ondje je ušao u Katoličku domagojsku oragnizaciju. 
Još kao školarac počeo se baviti novinstvom. Unutar Katoličkog akademskog društva Domagoj pisao je za list Žar, list domagojske organizacije u Dubrovniku. Taj je list i uređivao od 1923. do 1926. godine. U Dubrovniku je surađivao u mjesnom glasilu Hrvatske pučke stranke Narodnoj svijesti u kojoj je pisao pod pseudonimom Bogdan Ivanović.
U tom je razdoblju iskazivao književničke sklonosti. Pisao je poeziju.
Bio je članom Hrvatskog katoličkog pokreta. Stasao je pod vodstvom fra Bonifacija Perovića. Radio je s Ivom Lendićem u HKD sv. Jeronima s kojim je pokrenuo niz Moderna socijalna kronika, u kojemu će izlaziti i tekstovi koje je on napisao.
Studirao je na Ekonomskoj komercijalnoj visokoj školi u Zagrebu. Tijekom studija je ušao u središnjicu Katoličkog akademskog društva Domagoj. 
1927. godine postao je urednik časopisa Luč. U isto je vrijeme surađivao i bio u uredništvu Narodne politike. 
1928. je antihrvatski režimski teror kulminirao atentatom na hrvatske zastupnike u beogradskoj skupštini, kojim su velikosrpski hegemonisti pokušali obezglaviti hrvatsko vodstvo. Šestosiječanjska diktatura koja je uslijedila od početka 1929., atentati na neke hrvatske političare i intelektualce, te neprestano nasilje žandarmerije Kraljevine SHS koje je nesmiljeno trajalo od nastanka te države, formirale su okolnosti koje su rezultirale da je Bogdan sve više politički naginjao ustaštvu.
Od 1929. radio je kao novinar i član uredništva katoličkog dnevnika Hrvatska straža, u njemu je pod pseudonimom Rys objavljivao svoje osvrte na političke i kulturnjačke prilike ondašnje Hrvatske. 1933. postao je odgovornim urednikom Hrvatske straže.
Za vrijeme Španjolskog građanskog rata pisao je s protukomunističke i protuliberalističke pozicije. Kao autor koji se vrlo rano oprjedijelio za radikalni katolicizam, otvoreno je hvalio pučističkog generala Francisca Franca i uspoređivao njegovu obranu Alcázara iz 1936. s bitkom kod Sigeta Nikole Šubić Zrinskog i slavio njegove branitelje kao junake koji su dali svoje živote za obranu Europe i njezinih - po njemu temeljnih kršćanskih (katoličkih) vrijednosti. ☃☃U to međuratno doba objavio je više brošura o opasnosti od komunizma i Sovjetskog saveza (Svjedočanstva o Rusiji☃☃) i eventualne pobjede Republikanske Španjolske.↵
U siječnju 1941. pokrenuo je tjednik Croatiju koja se nije dugo zadržala na tržištu.
Bio je član Nacionalnog studentskog društva August Šenoa i Kola hrvatskih književnika.

### Karijera za Nezavisne Države Hrvatske
Ivo Bogdan je bio jedan od vođa domovinskog ustaškog pokreta i jedan od utemeljitelja dnevnika Hrvatskog naroda 1939., lista koji je će nakon utemeljenja NDH, postati vodeća državna novina. Uspostavom NDH, angažirao se na osnivanju novih tiskovina. 1941. postao je ravnatelj dnevnika Hrvatski narod, a u državnoj upravi bio je ravnatelj Odsjeka za tisak u Državnom tajništvu za narodno prosvjećivanje. U veljači 1942. pokrenuo je s Tiasom Mortigjijom, svojim kolegom iz dubrovačkih domagojaca, tjednik Spremnost- glavno idejno glasilo ustaškog pokreta, i zapravo jedini tjednik,  nakon što su ustaše zabranile izlaženje svih ostalih dotadašnjih građanskih časopisa. 1943. ponovno je urednik dnevnika Hrvatski narod. 
Od 1943. do 1945. godine je i predsjednik Hrvatskog novinarskog društva.
28. siječnja 1944. Ivo Bogdan je imenovan glavnim ravnateljem Glavnog ravnateljstva za promidžbu NDH, - tj. za glavnog cenzora NDH-a.
Objavio je brošure o Anti Starčeviću i o poglavniku Anti Paveliću. Osim navedenih tiskovina, Bogdan je pisao u Gospodarstvu, listu koji se bavio gospodarskim pitanjima, Novoj Hrvatskoj, Novom dobu i u inim tiskovinama. 
Članke i govore karakterizirala mu je propagandistička obojenost, no, valja istaknuti da je u njima nastojao utvrditi trajne točke hrvatskoga političkog identiteta. Također je u člancima nastojao oblikovati dugoročne ciljeve nacionalne politike.
1945. je bio među inicijatorima Memoranduma hrvatske vlade Saveznicima.
Kad je slom Nezavisne Države Hrvatske bio više izvjestan Bogdan je zajedno s drugim članovima Prosvjetne bojne 6. svibnja 1945. pobjegao u Austriju. Potom se uspio prebaciti u Italiju te preko nje u Argentinu.

### Život u izbjeglištvu (Argentina)
Bogdan je u Argentini nastavio s pisanjem i objavljivanjem. 1954. je zajedno s Viktorom Vidom, objavio knjižicu u vlastitoj nakladi u Buenos Airesu- Obrana hrvatske cjelokupnosti i javnih radnika.
Krajem 1950-ih Bogdan je ušao u krug inicijativnog odbora časopisa Studia croatica, zajedno s kolegama - također visokim ustaškim dužnosnicima, koji su se uspjeli dokopati Argentine. Taj Odbor tvorili su; dr Anđelko Belić, dr Milan Blažeković, dr Ivo Huehn, Branko Kadić, Srećko Karaman, braća Latković (dr Božidar i dr Radovan Latković), dr Mato Luketa, dr Franjo Nevistić, Vinko Nikolić, Ivo Rojnica i dr Pero Vukota (kasnije su im se pridružili Danijel Crljen, Vjekoslav Paver i Ljeposlav Perinić).
Bogdan je postavljen za glavnog urednika časopisa, a za tajnika uredništva je postavljen Branko Kadić. Prvi broj tromjesečnika Studia Croatica tiskan je u mjesecu rujnu 1960. godine, na 96 stranica. Časopis je uređivao od 1960. do 1971. kad je ubijen, umjesto njega časopis je nastavio voditi dr. Franjo Nevistić (također bivši ustaški dužnosnik).

### Nasilna smrt
Ivo Bogdan je 18. kolovoza 1971. ubijen u vlastitom stanu u Buenos Airesu. Ubili su agenti jugoslavenske UDBE. Razlog ubojstva po Hansu Peteru Rullmannu je objava jednog dijela dokumentacije u svezi bleiburške tragedije objavom knjige „Bleiburška tragedija hrvatskog naroda“ na španjolskom jeziku. Svrha knjige je bilo svjetskoj i hrvatskoj javnosti prikazati obrise zločina nad ratnim zarobljenicima NDH-a i civilima, protivno svim pravnim konvencijama koje je počinio Titov jugokomunistički režim, a koje je taj režim htio zataškati po svaku cijenu pred cijelim svijetom. Nakon četiri godine agenti Udbe ubit će i Nikolu Martinovića, 65 godišnjeg poduzetnika iz Klagenfurta i preživjelog vojnika s jednog od stotine stratišta žrtava križnog puta, a inače inicijatora postavljanja spomenika bleiburškim žrtvama i pokretača prvog tzv. marša mira u Bleiburgu koji je trebao upoznati austrijsku i svjetsku javnost o zločinima Titova diktatorskog režima nakon rata nad svim ratnim zarobljenicima i civilima. Jugoslavenski režim je spriječio demonstracije ubojstvom Nikole Martinovića,  ali već sljedeće godine (1976.) okupila se skupina preživjelih Hrvata na bleiburškom polju, gdje je "svaki učesnik bio čuvan od četiri austrijska policajca iako im se prethodno preko prijetećih pisama prijetilo smrću. Istina se ipak više nije mogla zaustaviti.“